# Hassan Mead
Hassan Mead (ur. 28 czerwca 1989 w Boorama, w Somalii) – amerykański lekkoatleta specjalizujący się w biegach długich.
Piętnasty zawodnik biegu na 10 000 metrów podczas mistrzostw świata w Pekinie (2015). Rok później był jedenasty na dwa razy krótszym dystansie w trakcie igrzysk olimpijskich w Rio de Janeiro.
Stawał na najwyższym stopniu podium mistrzostw USA.

## Osiągnięcia
| Rok  | Impreza              | Miejsce        | Konkurencja           | Lokata      | Wynik    |
| ---- | -------------------- | -------------- | --------------------- | ----------- | -------- |
| 2015 | Mistrzostwa świata   | Pekin          | bieg na 10 000 metrów | 15. miejsce | 28:16,30 |
| 2016 | Igrzyska olimpijskie | Rio de Janeiro | bieg na 5000 metrów   | 11. miejsce | 13:09,81 |
| 2017 | Mistrzostwa świata   | Londyn         | bieg na 10 000 metrów | 15. miejsce | 27:32,49 |
| 2019 | Mistrzostwa świata   | Doha           | bieg na 5000 metrów   | 11. miejsce | 13:27,05 |

## Rekordy życiowe
- bieg na 3000 metrów (stadion) – 7:38,51 (2017)
- bieg na 3000 metrów (hala) – 7:38,85 (2016)
- bieg na 5000 metrów – 13:02,80 (2014)
- bieg na 10 000 metrów – 27:32,49 (2017)